# American Classic
American Classic è un album in studio dell'artista country statunitense Willie Nelson, pubblicato nel 2009. Il disco contiene interpretazioni di diversi standard pop, country e jazz.

## Tracce
1. The Nearness of You (Hoagy Carmichael, Ned Washington) – 4:44
2. Fly Me to the Moon (Bart Howard) – 2:51
3. Come Rain or Come Shine (Harold Arlen, Johnny Mercer) – 3:57
4. If I Had You (James Campbell, Reginald Connelly, Ted Shapiro; feat. Diana Krall) – 4:22
5. Ain't Misbehavin' (Fats Waller, Harry Brooks, Andy Razaf) – 2:56
6. I Miss You So (Jimmy Henderson, Bertha Scott, Sid Robin) – 4:32
7. Because of You (Arthur Hammerstein, Dudley Wilkinson) – 3:24
8. Baby, It's Cold Outside (Frank Loesser; feat. Norah Jones) – 3:59
9. Angel Eyes (Matt Dennis, Earl Brent) – 4:34
10. On the Street Where You Live (Alan Jay Lerner, Frederick Loewe) – 2:57
11. Since I Fell for You (Buddy Johnson) – 3:41
12. Always on My Mind (Johnny Christopher, Mark James, Wayne Carson Thompson) – 3:28